# Кенсо
Кенсо — покинутый аул в Шаройском районе Чечни.

## География
Аул расположен на берегу реки Шароаргун, к северо-востоку от районного центра Химой.
Ближайшие населённые пункты: на юго-востоке — сёла Бути и Кенхи, на юго-западе — село Химой, на севере — село Нохчи-Келой, на северо-востоке — село Буни.